# Eurycorypha prasinata
Eurycorypha prasinata är en insektsart som beskrevs av Carl Stål 1874. Eurycorypha prasinata ingår i släktet Eurycorypha och familjen vårtbitare. Inga underarter finns listade i Catalogue of Life.